# Antonio Fernández de Navarrete y Hurtado de Mendoza
Antonio Fernández de Navarrete, Hurtado de Mendoza, Fernández de Navarrete, Otazu, nacido en el Palacio de  Ábalos, La Rioja, (17 de enero de 1859) y fallecido en Madrid (27 de febrero de 1936),  IX Marqués de Legarda, padre del marqués de Ximénez de Tejada y del Vizconde Villahermosa de Ambite. Fue un noble, ingeniero de Caminos que diseñó algunos hitos de ingeniería de su época como el Puente de Nuestra Señora del Pilar de Zaragoza. Fue presidente del Consejo de Obras Públicas y miembro de la Comisión negociadora España-Portugal sobre los Saltos de Agua del Río Duero. 
Participó activamente en el movimiento de creación de la Denominación de Origen "Rioja" en su doble vertiente; en primer lugar como propietario de viñedos en la Rioja -uno de los 10 más importantes a principio de siglo XX-  y de persona con muchos contactos en la Administración en la Corte por su condición de residente en Madrid..
Miembro del linaje Fernández de Navarrete, que aúna a varias de las familias más nobles de la Rioja y de Navarra, incorporará por la línea de su madre los ilustres linajes "Hurtado de Mendoza" y "Ponce de León" a la genealogía de su familia.
Descendiente de la familia real Navarra por la dinastía alto medieval Ramírez de la Piscina, y de la rama bajo medieval de la familia real Francesa del Reino de Navarra; de los Évreux y Beaumont -Felipe III de Navarra y de Juana II de Navarra-, sus primeros apellidos enlazan con varias de las ramas primogénitas de la nobleza Riojana, Navarra y Guipuzcoana, caballeros de las Órdenes de Calatrava, Santiago y San Juan de Jerusalén, esta última también conocida como Orden de Malta.
Antonio Fernández de Navarrete Hurtado de Mendoza procedió como varios de sus antepasados -entre ellos su bisabuelo  Martín Fernández de Navarrete Ximénez de Tejada ilustrado en su formación y de saber "enciclopédico"- a dedicar su actividad profesional a múltiples disciplinas, entre ellas: la vinicultura, la fundación de empresas hidroeléctricas , y la participación en sus funciones de Ingeniero dentro del escalafón de la Administración.

## Biografía
Hijo del noble, escritor y académico de la Real Academia Española (RAE) Eustaquio Fernández de Navarrete Fernández de Navarrete Paz y Esquivel (Ábalos, La Rioja, 20.IX.1820 – 22.XII.1866). y de María R. Hurtado de Mendoza y Otazu (Azcoitia, Guipúzcoa, 10.IX.1826 – Ábalos, La Rioja, 7.IV.1886) quedó huérfano de padre muy joven, a los 7 años de edad.
Sin embargo no abandonó sus proyectos de formación, y la familia se desplazó desde el palacio de Ábalos en la Rioja a vivir en la capital del Valle del Ebro, Zaragoza, donde ya varios de sus parientes habían tenido presencia relevante en los siglos anteriores, entre ellos su tío bisabuelo Benito Fernández de Navarrete y Ximénez de Tejada, nacido en Ábalos que fue Deán de la catedral de Zaragoza. a principios del siglo XIX, y también su tío Francisco Fernández de Navarrete y Fernández de Navarrete, Noble, Ilustrado, Alcalde de Zaragoza en cuatro ocasiones. Gran cruz de Isabel la Católica, que fue Presidente de la Academia de Bellas Artes de San Luis.

### Ingeniero de Caminos: el proyecto del Puente del Pilar de Zaragoza (1887-1891)
Tras terminar sus estudios de Ingeniería de Caminos en 1882, de todos los proyectos constructivos en los que participó el más significativo y que más ocupó su tiempo fue el del Puente de Nuestra Señora del Pilar de Zaragoza también conocido como Puente de Hierro. Según Luis, Germán Zubero en  “Obras públicas e ingenieros en Aragón durante el primer tercio del siglo XX":
"Acabó sus estudios de ingeniería de Caminos en 1882. Ese año fue nombrado ingeniero segundo con destino en la División Hidrológica de Zaragoza. Pasó, mediante permuta, al año siguiente a la Jefatura de Obras Públicas de Zaragoza, donde permaneció hasta septiembre de 1891 en que fue destinado a la División de Ferrocarriles del Este. 

En esos años redactó, entre otros proyectos, el zaragozano puente de Ntra. Sra. del Pilar sobre el Ebro (proyectos de 1884 y de 1885), más conocido en la ciudad como el puente de Hierro, encargándose de la dirección de las obras durante unos años (1887-1891). Vid. ROP (1887: 10, 21, 33 y 49)."
El Diccionario Biográfico Español de la Real Academia de la Historia describe así la complejidad del proyecto del Puente de Nuestra Señora del Pilar, que en su poroeycto inicla de finales del siglo XIX debió ser modificado en su diseño y presupuesto en varias ocasiones
"Su trabajo más importante estuvo vinculado a la construcción del Puente de Nuestra Señora del Pilar (popularmente conocido como Puente de Hierro) sobre el Ebro en la ciudad de Zaragoza.

Él fue el encargado de los primeros diseños para su construcción. A partir de 1884 elaboró distintos estudios que debieron ser repetidamente modificados a fin de ajustarlos en características técnicas y coste de la obra. Dirigió la construcción del puente entre 1887 y 1891."

### De Aragón a Madrid, Ávila, y regreso a Madrid
El tiempo de Antonio Fernández de Navarrete Hurtado de Mendoza  dentro del escalafón administrativo del ministerio de Obras Públicas  se inició en Aragón, donde había cursado sus estudios de Ingeniería de Caminos:
" De nuevo, retornó a los pocos meses, mediante permuta a Zaragoza, incorporándose en febrero de 1892 a la División Hidrológica del Ebro. Durante 1893-94 actuó en comisión de servicios en la provincia de Teruel con el objeto de redactar el proyecto de carretera de Albalate del Arzobispo a Cortes.

En 1896 fue promovido a ingeniero primero. En octubre de 1899 pasó a prestar sus servicios en la Jefatura de Zaragoza."

En 1900 solicitó una excedencia que duró hasta 1912, pausa en la que profundizó en su actividad empresarial privada, y desplazaría a su familia a vivir a Madrid, coincidiendo con el inicio de los Estudios en la Escuela Superior de Ingenieros Agrónomos de Madrid de su hijo mayor Francisco Fernández de Navarrete y Rada, Marqués de Ximénez de Tejada. Sin embargo en 1912 se reincorporaría al servicio público, una vez consolidados sus negocios particulares con gran éxito:
"En 1900 solicitó ser dado de baja en el servicio por asuntos propios, siéndole concedido dicho permiso y pasando a la condición de supernumerario en el escalafón del Cuerpo.
Ascendido administrativamente a ingeniero jefe en 1904, continuó fuera del servicio público hasta 1912 en que, tras su solicitud de reingreso que le fue concedida, fue destinado a hacerse cargo de la Jefatura de la provincia de Ávila.
En 1914 se le trasladó a la Dirección General, actuando como jefe de la Sección de Señales marítimas y 2º jefe del Servicio Central de Puertos y Faros.
En 1918 fue ascendido a consejero de Obras Públicas, formando parte dos años más tarde, en 1920, de la Comisión Internacional encargada de informar respecto de la utilización de los saltos de agua del río Duero.

Vocal de la Comisión Permanente de Faros en 1922, ascendió en 1924 a presidente de sección del Consejo. "
Así llegaría el momento cumbre de su participación en la cúspide de la estructura administrativa dentro del ministerio de Obras Públicas:
"En septiembre de 1925 fue nombrado presidente de la Comisión Permanente de Faros, así como presidente del Consejo de Obras Públicas, cargo en el que permaneció hasta su jubilación en 1926."
Y en 1926-1927 fue uno de los miembros de la comisión Negociadora de la Conferencia España-Portugal sobre los Saltos del Duero (1926-1927) representando a España.

### Actividad empresarial: Vinos de Rioja e Hidroeléctricas en Aragón.
Así describe Diccionario Biográfico Español de Real Academia de la Historia, el periplo empresarial de Antonio Fernández de Navarrete Hurtado de Mendoza:
"Estuvo [...] dotado de un carácter activo y emprendedor. Hizo la carrera de Ingeniería de Caminos y desarrolló durante los últimos años del siglo xix y el primer tercio del siglo xx una intensa actividad profesional y empresarial en Aragón y Rioja. Proyectó y realizó distintas obras públicas, de las que es ejemplo el puente de piedra del ferrocarril sobre el Ebro. También, promovió e impulsó distintas iniciativas, como Cementos Portland de Morata de Jalón, así como el ferrocarril de Sádaba a Gallur y Aguas de Panticosa, entre otras. Vinculado desde sus orígenes a Eléctricas Reunidas de Zaragoza, fue miembro de su Consejo de Administración hasta su fallecimiento en 1936. De hecho, la familia Fernández de Navarrete, de origen riojano, tuvo desde el siglo xviii una fuerte implantación en Zaragoza que, como importante centro universitario e industrial y auténtica capital del Valle del Ebro, ejerció siempre una lógica atracción sobre toda la región".
En el ámbito empresarial, Antonio Fernández de Navarrete Hurtado de Mendoza, dividió sus atenciones en  dos campos diferenciados:

#### Vinculación con el desarrollo de vinicultura en la Rioja y con de la denominación de Origen "Rioja".
- La vinculación histórica familiar de Antonio Fernández de Navarrete Hurtado de Mendoza con la Rioja- en la que sin la participación de sus bisabuelos Martín Fernández de Navarrete Ximénez de Tejada y Antonio Fernández de Navarrete Ximénez de Tejada probablemente no se hubiera incluido en la división provincial de 1820 y de 1833 la Provincia de la Rioja -su territorio se dividía entre las provincias de  Burgos y  Soria  hasta ese momento,[10] hará que siempre mantenga una relación con la tierra originaria de su primer apellido, a pesar de ya no residir ni nacer ninguno de sus descendientes en esa tierra desde 1859:

"- Por un lado, el sector agrario, dada su de gran propietario; sus propiedades especialmente en los municipios de Alfaro y Ábalos [y en Ausejo, así como en la Rioja Alavesa en Elciego] lo convertían en uno de los diez terratenientes más importantes de La Rioja.
Su preocupación agrarista se muestra en su participación en 1913 en el 1º Congreso de Riegos de Zaragoza (estando destinado ese año en Ávila) así como su activa participación en el II Congreso (Sevilla, 1918), «Apuntes para la historia de la política hidráulica» (tomo I, pp. 228-248)."

En 1925, cuando se dilucidaba la creación de la primera Denominación de Origen -Rioja- , según Carlos Navajas Zubeldia:
“Otro personaje que visitó a Ruiz de Portal [en 1925] para hablar de los “vinos [de]  Rioja” fue el marqués de Legarda [Antonio Fernández de Navarrete Hurtado de Mendoza], quien respaldaba las BCSACRA [Bodegas Cooperativas de los Sindicatos Agrícolas Católicos de la Rioja Alta] “
Y es que los grupos rivales que se querían arrogar la creación de la primera Denominación de Origen Española querían contar con la participación de un personaje como Antonio Fernández de Navarete Hurtado de Mendoza, que siendo Presidente del Consejo de Obras Públicas en aquel momento (1925) tenía grandes contactos en diferentes niveles del gobierno y de la Administración.

#### La inversión en el sector Hidroeléctrico en Aragón.
En este ámbito la participación de Fernández de Navarrete en Sociedades Eléctricas Reunidas de Zaragoza será el segundo pilar fundamental de su actividad privada:
"- Por otra parte, se vinculó en Aragón asimismo, desde principios de siglo, al expansivo sector eléctrico participando en la promoción de diversas empresas junto a su colega Saturnino Bellido: Aguas de Panticosa y Fuerzas Motrices del Gállego [FMG]. Consejero de las zaragozanas Sociedades Eléctricas Reunidas (1904) al incorporarse a ella Fuerzas Motrices del Gállego FMG, su presencia institucional continuará casi ininterrumpidamente en la posterior Eléctricas Reunidas de Zaragoza (1911) como consejero desde 1911 hasta su fallecimiento. "

## Hermanos y Descendencia
De entre sus hermanos, la más destacada fue María del Pilar Fernández de Navarrete Hurtado de Mendoza (Ábalos 1867 -17.91949, Madrid). Noble. Priora del Real Monasterio de la Encarnación de Madrid 1920-1923 y 1929-1931, que profesó el 13 de junio de 1889.
Habiendo quedado viudo Antonio Fernández de Navarrete  en 1902 de Micaela de Rada Mancebo de Velasco, de los Condes de Riocabado, tuvo 5 hijos -2 varones y 3 hijas- que perpetuaron su legado especialmente los dos varones que fueron los que tuvieron descendencia :

### Marqués de Ximénez de Tejada: Francisco Fernández de Navarrete Rada.
Su hijo, el ingeniero agrónomo e ingeniero del Estado, Francisco Fernández de Navarrete y Rada, marqués de Ximénez de Tejada y X marqués de Legarda (Zaragoza, 1889- Madrid, 1960) le sucedió a su muerte en el Consejo de Administración de ERZ [Eléctricas reunidas de Zaragoza], como consejero, vicesecretario (1938-1942) y presidente del Consejo (de Eléctricas Reunidas de Zaragoza (1943-1952).
A la muerte de su padre en 1936, además del título de Marqués de Ximenez de Tejada heredó el título de marqués de Legarda

### Vizconde Villahermosa de Ambite: Antonio Fernández de Navarrete Rada.
Su otro hijo, Antonio Fernández de Navarrete y Rada, vizconde de Villahermosa de Ambite (Zaragoza. ca.1891- Madrid, 1971) continuó la tradición de Cami nos de su padre. Perteneciente a la promoción de 1914, se especializó en la actividad ferroviaria. Destinado en 1922 en prácticas a la Jefatura de Ferro carriles del NO [Noroeste] de España, ingresó en el Cuerpo en 1925 como ingeniero tercero. Salvo un breve período (1933-1936) en que estuvo adscrito al Centro de Estudios Hidrográficos dirigido por Lorenzo Pardo, su actividad estu vo vinculada a los ferrocarriles: en 1926 fue trasladado al Negociado Central de Explotación de Ferrocarriles; tras la guerra y la creación de Renfe actuó en la División Inspectora de la Renfe. Ascendido en 1955 a ingeniero consejero inspector, en 1959 ocupó la Presidencia de la Sección Ferrocarriles, Tranvías y Transportes por carretera hasta que fue nombrado vicepresidente del Consejo de Obras Públicas poco antes de su jubilación en 1960. Un hijo de éste, Antonio [Fernández de Navavrrete Sáenz de Tejada] , continúa la tradición iniciada por su abuelo.
Antonio Fernández de Navarrete Hurtado de Mendoza fallecería en Madrid el 27 de febrero de 1936, por causas naturales, pocos meses antes de empezar la Guerra Civil.

### El archivo fotográfico de Antonio Fernández de Navarrete Hurtado de Mendoza.
En el año 2021, dos de los bisnietos: el fotógrafo Jaime Iglesias-Sarria Fernández de Navarrete y Gonzalo Fernández de Navarrete González-Valerio han digitalizando el ingente archivo fotográfico -hoy repartido entre diferentes ramas de su descendencia- que dejó Antonio Fernández de Navarrete Hurtado de Mendoza, siendo de gran interés las fotos de viajes y de construcciones realizados desde finales del siglo XIX, y que incluye inéditas fotos en color de 1910 del Instituto de Higiene Alfonso XIII o del Asilo de Santa Cristina de la ciudad de Madrid, entre otras muchas de interés de toda la geografía Española